# Melolonthidae
Melolonthidae är en familj av skalbaggar. Melolonthidae ingår i överfamiljen Scarabaeoidea, ordningen skalbaggar, klassen egentliga insekter, fylumet leddjur och riket djur. Enligt Catalogue of Life omfattar familjen Melolonthidae 11800 arter. 

## Dottertaxa till Melolonthidae, i alfabetisk ordning[1]
- Ablabera
- Ablaberoides
- Acheilo
- Achelyna
- Achloa
- Achranoxia
- Acylochilus
- Adoretops
- Adossa
- Aegostheta
- Aethiaratrogus
- Afrolepis
- Agaocnemis
- Aglaphyra
- Alaia
- Aliaclitopa
- Allara
- Allokotarsa
- Allophyllus
- Allothnonius
- Alogistotarsa
- Alvarinus
- Amadotrogus
- Amaladera
- Amblonoxia
- Amblymelanoplia
- Amiserica
- Amorphochelus
- Amphimallon
- Amphitrichia
- Ampliodactylus
- Anacanthodes
- Anahi
- Anamatochoranus
- Anartioschiza
- Ancistrosoma
- Ancylonyx
- Anenaria
- Aneucomides
- Anisochelus
- Anisonyx
- Anisopholis
- Anomalochela
- Anomalochilus
- Anomalophylla
- Anomioserica
- Anomolyna
- Anomonyx
- Anoplosiagum
- Anoxia
- Anoxoides
- Antandroyanus
- Anthotocus
- Anthrencya
- Antitrochalus
- Antitrogus
- Aphaenoserica
- Aphanesia
- Apicencya
- Aplopsis
- Apogonia
- Aposchiza
- Apotriodonta
- Apterodemidea
- Archeohomaloplia
- Archocamenta
- Archoserica
- Argoplia
- Asactopholis
- Asaphomorpha
- Asiactenius
- Asophrops
- Astaena
- Astaenoplia
- Asthenopholis
- Astibicola
- Atanyproctus
- Athesphatoplia
- Athlia
- Atysilla
- Aulacoschiza
- Aulacoserica
- Aulanota
- Autoerica
- Automolius
- Autoserica
- Balbera
- Barybas
- Beckhoplia
- Beriqua
- Bilga
- Biphyllocera
- Bisencya
- Bizanus
- Blanchardoplia
- Blebea
- Blepharotoma
- Blikana
- Brachylepis
- Brachyllus
- Brachymis
- Brachypholis
- Brahmina
- Brenskiella
- Brittonius
- Buettikeria
- Burmeisteriellus
- Burmeistoplia
- Butozania
- Byrasba
- Byrrhomorpha
- Byrsalepis
- Caesariatoplia
- Callabonica
- Calliferoplia
- Calloserica
- Calodactylus
- Camenta
- Camentoserica
- Camerounophylla
- Camerunopholis
- Campylophyllus
- Campylotrochalus
- Canestera
- Canudema
- Canuschiza
- Castanochilus
- Castelnauphylla
- Catrachia
- Cephaloncheres
- Cephaloschiza
- Ceramida
- Ceraspis
- Ceratochelus
- Ceratogonia
- Ceratolontha
- Chaetocosmetes
- Chariochilus
- Chariodactylus
- Chariodema
- Charioserica
- Chasmatopterus
- Chasme
- Chaunocolus
- Cheilo
- Cheiragra
- Cheirodontus
- Cheirora
- Cherbezatina
- Cheronia
- Chilodiplus
- Chiloschiza
- Chilotrogus
- Chioneosoma
- Chnaunanthus
- Chrysoserica
- Clania
- Clavipalpus
- Clemora
- Clitopa
- Clomecyra
- Clypeasta
- Clypeolontha
- Clypeoserica
- Cnemoschiza
- Cocherellus
- Cochinchidema
- Cochliotis
- Cochliotodes
- Coega
- Coelogenia
- Coelothorax
- Coenonycha
- Colobostoma
- Colpochelyne
- Colpochila
- Colpochilodes
- Colymbomorpha
- Comaserica
- Comatapogonia
- Comencya
- Commaladera
- Comophorina
- Comoramorphochelus
- Conebius
- Coniopholis
- Conioserica
- Corminus
- Coronoserica
- Corynoserica
- Costelytra
- Crepischiza
- Cryptotrogus
- Ctenotis
- Ctilocephala
- Cubidens
- Cunderdina
- Cyclomera
- Cylichnus
- Cylindrocrates
- Cyphochilus
- Cyphonotus
- Cyphonoxia
- Cyphoserica
- Cyrtocamenta
- Cyrtotrochalus
- Dasylepida
- Dasytrogus
- Dasyus
- Debutina
- Decellophylla
- Dechambrophylla
- Dedalopterus
- Delphinobius
- Dentatoplia
- Denticnema
- Dentiheterochelus
- Dermolepida
- Deroserica
- Deuterocaulobius
- Diaclaspus
- Diacucephalus
- Diaphoroserica
- Diaphylla
- Diaplochelus
- Dicentrines
- Dichecephala
- Dichelhoplia
- Dichelomorpha
- Dichelonyx
- Dicheloschema
- Dichelus
- Dicrania
- Dicranocnemus
- Dihymenonyx
- Dikellites
- Dilatatoplia
- Dinacoma
- Dinamoraza
- Dinarobina
- Diphucephala
- Diphycerus
- Diphyodactylus
- Diplotaxis
- Diplotropis
- Djadjoua
- Djafouna
- Doleroserica
- Dolerotarsa
- Dolichiomicroscelis
- Dolichoplia
- Doxocalia
- Dysphanochila
- Echrya
- Echyra
- Ectinohoplia
- Elaphocera
- Elaphocerella
- Embrithoplia
- Empecamenta
- Empecta
- Empectida
- Empectoides
- Emphania
- Empycastes
- Enamillus
- Enaria
- Encya
- Engertia
- Engistanoxia
- Engyopsina
- Enthora
- Entypophana
- Entyposis
- Epholcis
- Epicaulis
- Epipholis
- Ercomoana
- Eremoplia
- Eremotrogus
- Eriesthis
- Erigavo
- Eriphoserica
- Etiserica
- Eubarybas
- Eucamenta
- Eucyclophylla
- Euknemoplia
- Eulaiades
- Eulepida
- Eulepidopsis
- Eupegylis
- Euphoresia
- Euranoxia
- Europtron
- Eurychelus
- Eurypeza
- Euryschiza
- Euserica
- Eutrichesis
- Evbrittonia
- Exolontha
- Exopholis
- Exostethus
- Faargia
- Fairmairoplia
- Falsotoclinius
- Falsototoclinius
- Firminus
- Fossocarus
- Frenchella
- Gama
- Gamka
- Gastrohoplus
- Gastromaladera
- Gastroserica
- Geotrogus
- Glaphyserica
- Globencya
- Globulischiza
- Glossocheilifer
- Glycyserica
- Glyptoglossa
- Gnaphalopoda
- Gnaphalostetha
- Goniaspidius
- Goniorrhina
- Gouna
- Grammodoplia
- Griveaudella
- Gronocarus
- Gryphonycha
- Gymnogaster
- Gymnoloma
- Gymnopyge
- Gymnoschiza
- Gynaecoserica
- Gyroplia
- Hadrocerus
- Hadropechys
- Hadrops
- Hamatoplectris
- Haplidia
- Harpechys
- Harpina
- Hecistopsilus
- Hellaserica
- Hemicamenta
- Hemictenius
- Hemiserica
- Heptelia
- Heptophylla
- Hercitis
- Heterochelus
- Heteronyx
- Heteroschiza
- Heteroserica
- Heterotrochalus
- Hexataenius
- Hieritis
- Hilarianus
- Hilyotrogus
- Himalhoplia
- Holisonycha
- Holochelus
- Holocnemus
- Holomelia
- Holopycnia
- Holorhopaea
- Holotrichia
- Homalochilus
- Homaloserica
- Homoeoschiza
- Homoliogenys
- Homolotropus
- Homopliopsis
- Hoplebaea
- Hopleidos
- Hoplia
- Hopliopsis
- Hoplochelus
- Hoplocnemis
- Hoplolontha
- Hoplomaladera
- Hoplorida
- Hoplosternodes
- Hovachelus
- Howdenocarus
- Humblotania
- Hybocamenta
- Hyboserica
- Hymenochelus
- Hymenoplia
- Hyperius
- Hypochrus
- Hypolepida
- Hypopholis
- Hyposerica
- Hypothyce
- Hypotrichia
- Ictigaster
- Idaecamenta
- Idaeserica
- Idanastes
- Idiapogonia
- Idiochelyna
- Idionycha
- Idutywa
- Inanda
- Iranotrogus
- Isocamenta
- Isoceraspis
- Isonychus
- Issacaris
- Jalalabadia
- Joziratia
- Kabindeknomiosoma
- Kadlecia
- Kareiga
- Kenyalepis
- Kenyatopadema
- Khoina
- Knysna
- Komrina
- Korisaba
- Kraseophylla
- Kryzhanovskia
- Kubousa
- Kuenckeliana
- Laceratoplia
- Lachnodera
- Lacroixidema
- Lacroixilepis
- Lamproserica
- Laotrichia
- Lasiopsis
- Lasioserica
- Lasiotropus
- Latipalpus
- Lebbea
- Lecanotrogus
- Leonotus
- Lepidiota
- Lepidomela
- Lepidoserica
- Lepidotrogus
- Lepischiza
- Lepisia
- Lepithrix
- Lepitrichula
- Leptochristina
- Leptocnemis
- Leptrichula
- Leribe
- Leucopholis
- Leucophorus
- Leuretra
- Leuroserica
- Lichniops
- Lichniopsoides
- Limepomera
- Liocamenta
- Liogenys
- Liparetrus
- Loboserica
- Longicrura
- Loricatarsa
- Luispenaia
- Lutfius
- Machala
- Macleayella
- Macrodactylus
- Macroplia
- Macropliopsis
- Madahoplia
- Madiniella
- Maechidinus
- Maechidius
- Mahafalyanus
- Makalaka
- Makoanus
- Maladera
- Malaisius
- Mallotarsus
- Manodactylus
- Manonychus
- Manopus
- Manoserica
- Mascarena
- Mauromecistoplia
- Mayataia
- Medeotrogus
- Megacoryne
- Megarhopaea
- Megistophylla
- Megistoplia
- Melanocamenta
- Melolontha
- Melolonthoides
- Menigionyx
- Merinanus
- Meriserica
- Mesoserica
- Mesotrochalus
- Metaceraspis
- Metapogonia
- Metascelis
- Metatrogus
- Michaeloplia
- Microdoris
- Microplidus
- Microplus
- Microrhopaea
- Microserica
- Microsericaria
- Microthopus
- Microtrochalus
- Minutoplia
- Miotemna
- Miridiba
- Mitracamenta
- Mitrophorus
- Modialis
- Monochelus
- Monotropus
- Mucrencya
- Mycernus
- Myloxena
- Myloxenoides
- Nanaga
- Nanniscus
- Nanorhopaea
- Nedymoserica
- Nefoncerus
- Nematophylla
- Nematoserica
- Neocamenta
- Neoclitopa
- Neoheteronyx
- Neomaladera
- Neopentelia
- Neophyllotocus
- Neoserica
- Neosericania
- Nepaloserica
- Nepytis
- Neso
- Nesohoplia
- Neuroserica
- Nigroplia
- Nipponoserica
- Nitorellus
- Nosphisthis
- Oberthuroplia
- Octoplasia
- Odontoplia
- Odontotonyx
- Odontria
- Oedanomerus
- Oedichira
- Oligophylla
- Omaloplia
- Omocnemus
- Omocrates
- Oncerus
- Oncochirus
- Onochaeta
- Onychoserica
- Oocamenta
- Ophropyx
- Opsitocus
- Oreogenoplia
- Oreotrogus
- Orthoserica
- Othnonius
- Otoclinius
- Outeniqua
- Ovoserica
- Oxychirus
- Oxyserica
- Pachnessa
- Pachrodema
- Pachycamenta
- Pachychilecamenta
- Pachycnema
- Pachycolus
- Pachydema
- Pachydemocera
- Pachyderoserica
- Pachygastra
- Pachylotoma
- Pachypoides
- Pachyserica
- Pachytricha
- Pacuvia
- Palacephala
- Panotrogus
- Paracamenta
- Paraceratochelus
- Paraclitopa
- Paraheteronyx
- Paramaechidius
- Paramicroplus
- Paramorphochelus
- Parapetiia
- Pararhopaea
- Parasciton
- Paratriodonta
- Pareriesthis
- Parmaladera
- Paronyx
- Paroplia
- Parthenoserica
- Pasaphylla
- Pectinichelus
- Pectinosoma
- Pegylis
- Pentacoryna
- Pentaphylla
- Pentecamenta
- Pentelia
- Pericamenta
- Periclitopa
- Periproctoides
- Periproctus
- Periserica
- Perissosoma
- Peritrichia
- Perrindema
- Petinopus
- Phalangonyx
- Phalangosoma
- Phiara
- Philacelota
- Philoserica
- Phobetus
- Pholidochris
- Phorine
- Photyna
- Phyllocamenta
- Phyllococerus
- Phyllophaga
- Phylloserica
- Phyllotocidium
- Phyllotocus
- Phyllotrochalus
- Phytholaema
- Pimelomera
- Platychelus
- Plectris
- Plectrodes
- Pleistophylla
- Pleophylla
- Plesiopalacephala
- Plesioserica
- Plotopuserica
- Plusioserica
- Podolasia
- Podostena
- Pollaplonyx
- Polyenaria
- Polyphylla
- Polyphyllum
- Pristerophora
- Proagosternus
- Proborhinus
- Prochelyna
- Prodontria
- Proseconius
- Protelura
- Proteroschiza
- Protoclitopa
- Protoctenius
- Psednoserica
- Pseudachloa
- Pseudenaria
- Pseudencya
- Pseudholophylla
- Pseudisonychus
- Pseudocamenta
- Pseudocongella
- Pseudodicrania
- Pseudodiplotaxis
- Pseudohercitis
- Pseudoheterochelus
- Pseudoheteronyx
- Pseudoholophylla
- Pseudohoplia
- Pseudoleuretra
- Pseudoliogenys
- Pseudomaladera
- Pseudomicroplus
- Pseudopachydema
- Pseudopanotrogus
- Pseudoparoplia
- Pseudopholis
- Pseudoschizonycha
- Pseudosericania
- Pseudosymmachia
- Pseudotocama
- Pseudotrematodes
- Pseudotrochalus
- Pseudouteniqua
- Pseustophylla
- Psilodontria
- Psilonychus
- Psilopholis
- Ptyophis
- Puelchesia
- Pusiodactylus
- Pyronota
- Rabula
- Ramilia
- Ravautiana
- Raysymmela
- Rectoscutaria
- Redotus
- Renaudiana
- Rhabdopholis
- Rhachistoplia
- Rhadinolontha
- Rhinaspis
- Rhinaspoides
- Rhizoproctus
- Rhizotrogus
- Rhopaea
- Rhynchapogonia
- Rhynchoserica
- Rhyxicephalus
- Rhyxiderma
- Rimuloplia
- Robinsonelliana
- Rubilepis
- Sabatinelloplia
- Sarothromerus
- Scapanoclypeus
- Scaphorhina
- Scelidothrix
- Scelophysa
- Schismatocera
- Schistocometa
- Schizochelus
- Schizonycha
- Schoenherria
- Scitala
- Scitaloides
- Sciton
- Scythrodes
- Sebakwe
- Sebaris
- Selmaladera
- Selomothus
- Semienaria
- Serica
- Sericania
- Sericesthis
- Sericoides
- Sericospilus
- Setiserica
- Siamophylla
- Sinochelus
- Sophrops
- Spaniolepis
- Sparrmannia
- Spathoschiza
- Sphaeroscelis
- Sphaerotrochalus
- Sphecoserica
- Sphodroxia
- Sphyrocallus
- Spinohoplia
- Stenochelyne
- Stenopegylis
- Stenoserica
- Stenosophrops
- Stephanopholis
- Stethaspis
- Stigmatoplia
- Stilbotrochalus
- Straliga
- Suntemnonycha
- Symmela
- Synacta
- Synchilus
- Synclitopa
- Synenaria
- Syngeneschiza
- Systellopus
- Taiwanotrichia
- Tamnoserica
- Tanyproctoides
- Tanyproctus
- Tanzanilepis
- Tanzanipholis
- Taphrocephala
- Tarsocamenta
- Telura
- Teluroides
- Tephraeoserica
- Terebrogaster
- Termaladera
- Termitophilus
- Tetraproctus
- Tetraserica
- Thabina
- Thoracotrichia
- Thrymoserica
- Thyce
- Tlaocera
- Tosevskiana
- Toxocnemis
- Toxophyllus
- Toxospathius
- Trachyserica
- Trematodes
- Triacmoserica
- Trichestes
- Trichesthes
- Trichinopus
- Trichiodera
- Tricholepis
- Tricholontha
- Trichomaladera
- Trichoschiza
- Trinoxia
- Triodontella
- Triodontonyx
- Trioserica
- Trochaloschema
- Trochalus
- Tsaratanoplia
- Tulbaghia
- Ulata
- Ulomenes
- Wadaia
- Vadonaria
- Vanstaronia
- Varencya
- Warwickia
- Watkinsia
- Webbela
- Wernerophylla
- Vezoanus
- Xanthotrogus
- Xenaclopus
- Xenoceraspis
- Xenoserica
- Xenotrochalus
- Xenotrogus
- Xylonychus
- Xyridea
- Xyrine
- Xyroa
- Xyrodes
- Zabacana
- Zaburina
- Zanitanus
- Zietzia
- Zimbabuephylla
- Zomba